# Salamanca (Chile)
Salamanca là một thành phố của Chile và xã trong tỉnh Choapa, Coquimbo khu vực. Nó nằm 30 km (19 dặm) về phía đông của Illapel, trung tâm hành chính của tỉnh, và 316 km (196 dặm) về phía bắc của Santiago, Chile. Nó thường được truy cập từ Los Vilos, nằm cạnh Quốc lộ Panamerican, và kết nối thành phố với phần còn lại của đất nước.